# Switlowodsk
Switlowodsk (ukrainisch Світловодськ – bis 1962 Chruschtschow/Хрущов – bis 1969 Kremhes/Кремгес; russisch Светловодск Swetlowodsk) ist eine Stadt am Krementschuker Stausee im Osten der Oblast Kirowohrad in der Ukraine. Switlowodsk hat etwa 45.000 Einwohner (2020) und war bis Juli 2020 das administrative Zentrum des gleichnamigen Rajons Switlowodsk, jedoch selbst kein Teil von diesem.

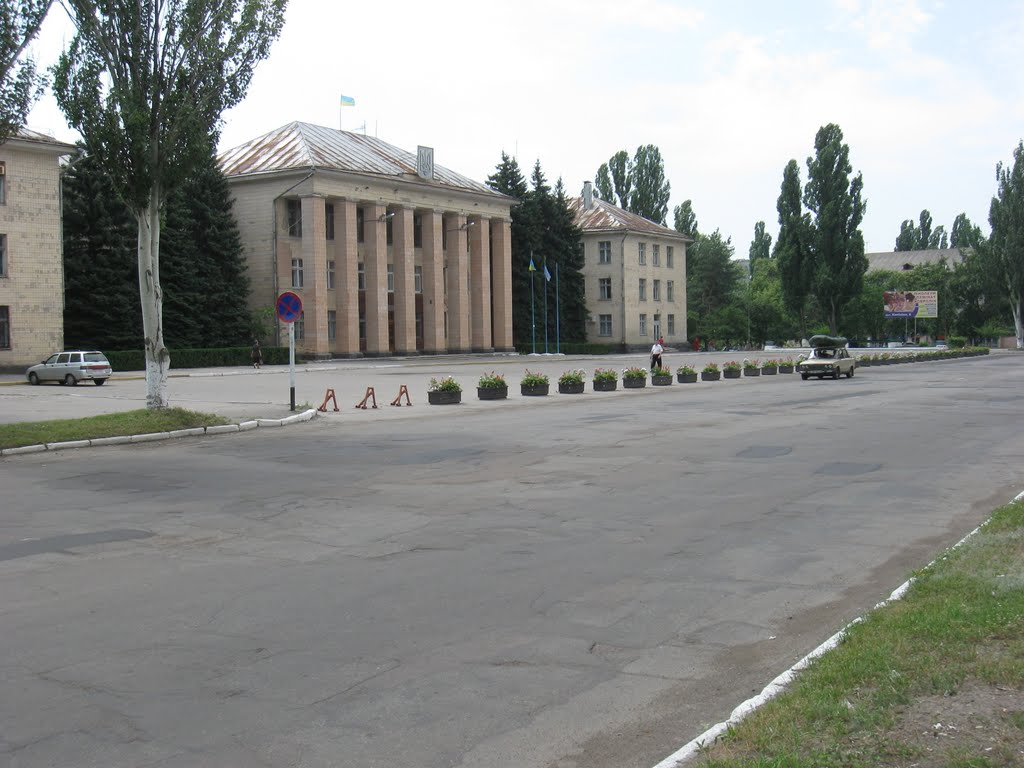
Blick in den Ort

In Switlowodsk befindet sich die Staumauer mit Wasserkraftwerk, die den Dnepr zum Krementschuker Stausee aufstaut. Außerdem mündet hier der 55 km lange Zybulnyk in den Dnepr. Im Ort befindet sich ein Bahnhof. Der öffentliche Nahverkehr wird mit Bussen bewältigt. Die Oblasthauptstadt Kropywnyzkyj liegt 108 km südwestlich von Switlowodsk.

## Geschichte
In den späten 1950er-Jahren waren im Ort die Arbeiterunterkünfte der am Bau des
Staudamms beschäftigten Arbeitskräfte. Nachdem der Damm fertiggestellt war, erlebte Switlowodsk ein rasches Bevölkerungswachstum, da aufgrund der vorhandenen vor Ort produzierten Energie Betriebe angesiedelt wurden.

## Verwaltungsgliederung
Am 12. Juni 2020 wurde die Stadt zum Zentrum der neugegründeten Stadtgemeinde Switlowodsk (Світловодська міська громада/Switlowodska miska hromada). Zu dieser zählen die Siedlung städtischen Typs Wlassiwka und 8 in der untenstehenden Tabelle aufgelisteten Dörfer, bis dahin bildete sie zusammen mit der Siedlung städtischen Typs Wlassiwka die gleichnamige Stadtratsgemeinde Switlowodsk (Світловодська міська рада/Switlowodska miska rada) unter Oblastverwaltung im Nordosten des ihn umgebenden Rajons Switlowodsk.
Am 17. Juli 2020 kam es im Zuge einer großen Rajonsreform zum Anschluss des Rajonsgebietes an den Rajon Oleksandrija.
Folgende Orte sind neben dem Hauptort Switlowodsk Teil der Gemeinde:
| Name                     | Name            | Name                                  |
| ukrainisch transkribiert | ukrainisch      | russisch                              |
| ------------------------ | --------------- | ------------------------------------- |
| Mala Skeljowa            | Мала Скельова   | Малая Скелевая (Malaja Skelewaja)     |
| Myroniwka                | Миронівка       | Мироновка (Mironowka)                 |
| Oleksijiwka              | Олексіївка      | Алексеевка (Aleksejewka)              |
| Osera                    | Озера           | Озёра (Osjora)                        |
| Pawliwka                 | Павлівка        | Павловка (Pawlowka)                   |
| Talowa Balka             | Талова Балка    | Таловая Балка (Talowaja Balka)        |
| Welyka Skeljowa          | Велика Скельова | Великая Скелевая (Welikaja Skelewaja) |
| Wilne                    | Вільне          | Вольное (Wolnoje)                     |
| Wlassiwka                | Власівка        | Власовка (Wlassowka)                  |

## Persönlichkeiten
Söhne und Töchter
- Juri Iwanowitsch Malentschenko (* 1961), russischer Kosmonaut
- Wiktor Wychryst (* 1992), Amateurboxer
- Kyrylo Melitschenko (* 1999), Fußballspieler

## Bevölkerung
| 1959   | 1970   | 1979   | 1989   | 1992   | 2001   | 2010   | 2020   |
| ------ | ------ | ------ | ------ | ------ | ------ | ------ | ------ |
| 13.254 | 34.269 | 47.166 | 55.591 | 58.600 | 50.094 | 47.640 | 44.466 |

Quelle: